# Pseudotrioza
Pseudotrioza är ett släkte av insekter. Pseudotrioza ingår i familjen spetsbladloppor.
Kladogram enligt Catalogue of Life:
| Pseudotrioza | \| \| Pseudotrioza hiurai \| \| \| \| \| \| Pseudotrioza malloticola \| \| \| \| \| \| Pseudotrioza watanabei \| \| \| \| |
|              | \| \| Pseudotrioza hiurai \| \| \| \| \| \| Pseudotrioza malloticola \| \| \| \| \| \| Pseudotrioza watanabei \| \| \| \| |
|              | Pseudotrioza hiurai |
|              | |
|              | Pseudotrioza malloticola                                                                                                  |
|              | |
|              | Pseudotrioza watanabei |
|              | |